# Lijst van maximumsnelheden
Dit artikel bevat een lijst van maximumsnelheden voor auto's zonder aanhanger in een aantal landen, in kilometer per uur (km/u). Deze snelheden zijn van toepassing tenzij anders aangegeven.

Eenheden voor maximumsnelheden op verkeersborden wereldwijd:
Kilometer per uur (km/h)
Mijl per uur (mph)
Beide
Geen eenheden voor snelheidslimieten

| Het aangeven van afwijkende maximumsnelheden | Het aangeven van afwijkende maximumsnelheden | Het aangeven van afwijkende maximumsnelheden |
| -------------------------------------------- | --- | --- |
| Verkeersbord "begin maximumsnelheid"         | Met dit verkeersbord (Nederlandse aanduiding: A1, Belgische aanduiding: C43) wordt in Europa een maximumsnelheid aangegeven. Plaatsing van dit bord is verplicht indien de maximumsnelheid (naar boven of beneden) afwijkt van de maximumsnelheid die normaal gesproken zou gelden. Het is een verbodsbord: het verbiedt het overschrijden van de op het bord aangegeven snelheid. | Met dit verkeersbord (Nederlandse aanduiding: A1, Belgische aanduiding: C43) wordt in Europa een maximumsnelheid aangegeven. Plaatsing van dit bord is verplicht indien de maximumsnelheid (naar boven of beneden) afwijkt van de maximumsnelheid die normaal gesproken zou gelden. Het is een verbodsbord: het verbiedt het overschrijden van de op het bord aangegeven snelheid. |
| Verkeersbord "einde maximumsnelheid"         | Met dit verkeersbord (A2/C45) wordt een door A1/C43 aangegeven maximumsnelheid herroepen. De officiële omschrijving luidt: einde maximumsnelheid. In werkelijkheid geldt er in de meeste landen nog steeds een maximumsnelheid, afhankelijk van locatie en wegtype. Dit is de snelheid die in de lijst staat. A1/C43 kan ook herroepen worden door verkeersbord F8/C46, dat ook eventuele andere door verkeersborden aangegeven verboden intrekt. Als het intrekken van de maximumsnelheid niet de bedoeling is wordt F8/C46 gecombineerd met een herhaalde plaatsing van A1/C43. | Verkeersbord "einde alle verboden" |
| "Begin maximumsnelheid" op een matrixbord    | Signaleringsbord A3 is een elektronische variant van A1. Op moderne matrixborden soms voorzien van een rode rand. Kan gebruikt worden om de maximumsnelheid per rijstrook te regelen. Moet bij elk volgend matrixbord herhaald worden. Wordt soms (hoewel dat strikt genomen niet verplicht is) expliciet herroepen door signaleringsbord F9, dat ook eventuele andere door matrixborden aangegeven verboden intrekt. | "Einde alle verboden" op een matrixbord |

## Maximumsnelheden in Europa

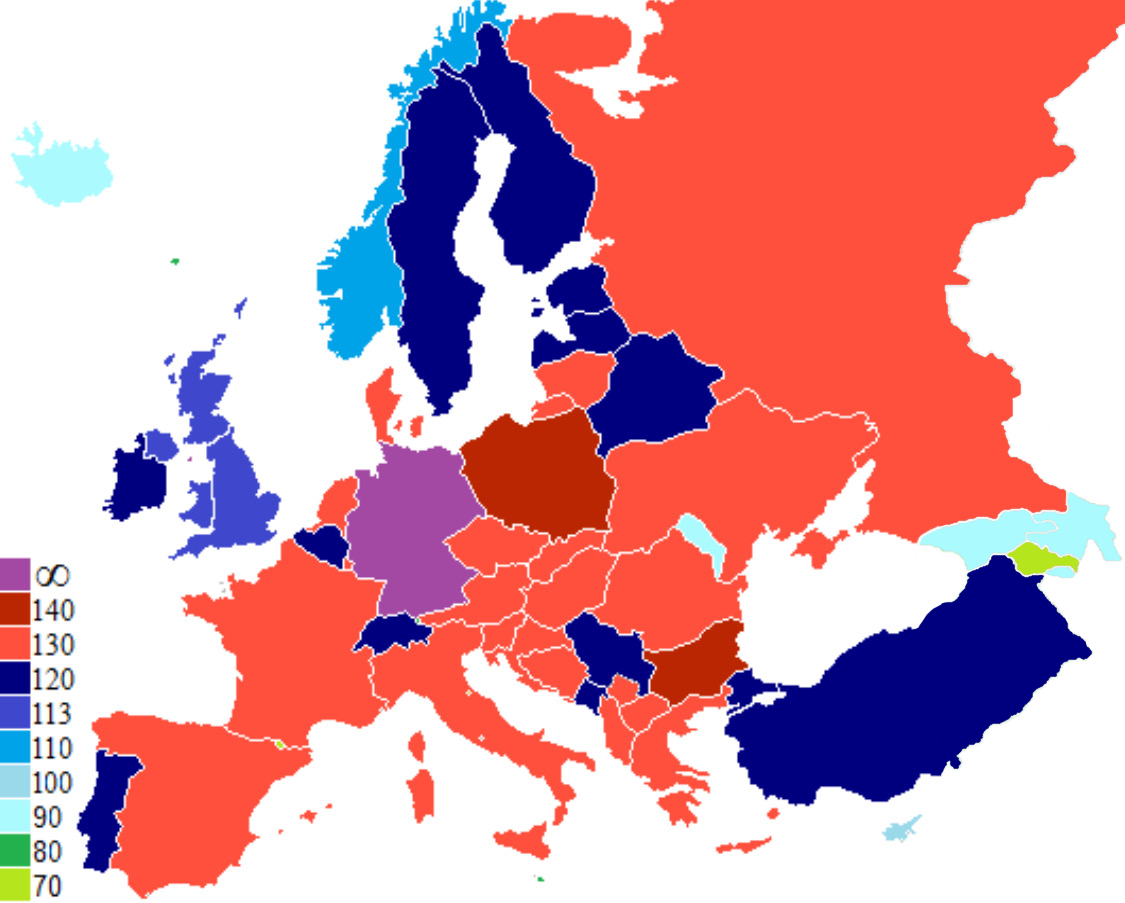
De hoogst voorkomende maximumsnelheid per land.

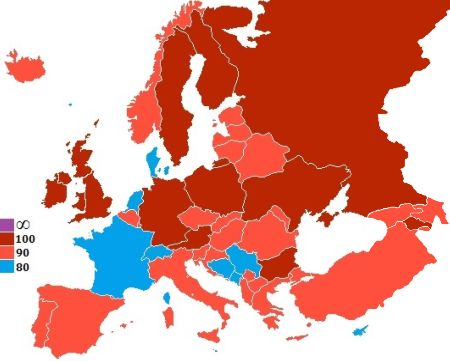
De maximale snelheidslimieten in Europa op standaard tweestrooks niet-auto(snel)wegen buiten de bebouwde kom, per land.

Deze tabel geeft de standaardmaximumsnelheid per wegtype, per land. Deze snelheid geldt als er geen bebording aanwezig is. Sommige landen regelen door middel van bebording een hogere snelheid dan de ingestelde standaardmaximumsnelheid. Als dit voorkomt in een land, wordt dit genoemd in de voetnoot.
Tabel laatst bijgewerkt op 13 november 2019.
| Land                  | Binnen bebouwde kom | Buiten bebouwde kom        | Autowegen, expreswegen of vergelijkbaar | Autosnelweg  |
| --------------------- | ------------------- | -------------------------- | --------------------------------------- | ------------ |
| Åland                 | 50                  | 90                         |                                         |              |
| Albanië               | 40                  | 80                         | 90                                      | 110          |
| Andorra               | 50                  | 90                         |                                         |              |
| Armenië               | 40 / 60             | 90                         |                                         | 100          |
| Azerbeidzjan          | 60                  | 90                         |                                         | 110          |
| België: Brussel       | 30                  | 70                         | 70 / 120                                | 120          |
| België: Vlaanderen    | 50                  | 70                         | 70 / 120                                | 120          |
| België: Wallonië      | 50                  | 90                         | 90 / 120                                | 120          |
| Bosnië en Herzegovina | 60                  | 80                         | 100                                     | 130          |
| Bulgarije             | 50                  | 90                         | 120                                     | 140          |
| Cyprus                | 50                  | 80                         |                                         | 100          |
| Denemarken            | 50                  | 80                         |                                         | 130          |
| Duitsland             | 50                  | 100                        | 100 / geen                              | geen         |
| Estland               | 50                  | 90                         | 90                                      |              |
| Faeröer               | 50                  | 80                         |                                         |              |
| Finland               | 50                  | 80                         |                                         | 120          |
| Frankrijk             | 50                  | 80 / 90                    | 110 / 100                               | 130 / 110    |
| Georgië               | 50                  | 90                         |                                         | 110          |
| Griekenland           | 50                  | 90                         | 110                                     | 130          |
| Guernsey              | 40 (25 mph)         | 56 (35 mph)                |                                         |              |
| Hongarije             | 50                  | 90                         | 110                                     | 130          |
| Ierland               | 50                  | 80                         | 100                                     | 120          |
| IJsland               | 50                  | 80 / 90                    | 90                                      |              |
| Italië                | 50                  | 90                         | 110                                     | 130 / 150    |
| Jersey                | 48 (30 mph)         | 64 (40 mph)                |                                         |              |
| Kosovo                | 40                  | 80                         | 100                                     | 130          |
| Kroatië               | 50                  | 90                         | 110                                     | 130          |
| Letland               | 50                  | 90                         |                                         |              |
| Liechtenstein         | 50                  | 80                         |                                         |              |
| Litouwen              | 50                  | 70 / 90                    | 110 / 120                               | 110 / 130    |
| Luxemburg             | 50                  | 90                         |                                         | 130 / 110    |
| Noord-Macedonië       | 60                  | 80                         | 100                                     | 130          |
| Malta                 | 50                  | 80                         |                                         |              |
| Man                   | 48 (30 mph)         | geen                       |                                         |              |
| Monaco                | 50                  |                            |                                         |              |
| Montenegro            | 50                  | 80                         |                                         |              |
| Nederland             | 50                  | 80                         | 100                                     | 100 / 130    |
| Noorwegen             | 50                  | 80                         |                                         | 100          |
| Oekraïne              | 50                  | 90                         | 110                                     | 130          |
| Oostenrijk            | 50                  | 100                        | 100                                     | 130          |
| Polen                 | 50 / 60             | 90                         | 100 / 120                               | 140          |
| Portugal              | 50                  | 90                         | 100                                     | 120          |
| Roemenië              | 50                  | 90 / 100                   | 100                                     | 130          |
| Rusland               | 60                  | 90                         |                                         | 130          |
| San Marino            | 50                  | 70                         |                                         |              |
| Servië                | 60                  | 80                         | 100                                     | 130          |
| Slowakije             | 60                  | 90                         | 90                                      | 130          |
| Slovenië              | 50                  | 90                         | 100                                     | 130          |
| Spanje                | 20 /30 / 50         | 90                         | 100                                     | 120          |
| Tsjechië              | 50                  | 90                         |                                         | 130          |
| Turkije               | 50                  | 90                         | 110                                     | 130/140      |
| Verenigd Koninkrijk   | 48 (30 mph)         | 97 (60 mph) / 113 (70 mph) | 97 (60 mph) / 113 (70 mph)              | 113 (70 mph) |
| Vaticaanstad          | 30                  |                            |                                         |              |
| Wit-Rusland           | 60                  | 90                         |                                         | 120          |
| Zweden                | 50                  | 70                         |                                         | 110          |
| Zwitserland           | 50                  | 80                         | 100                                     | 120          |

Vrijwel elk land heeft binnen de bebouwde kom zogenoemde doorstroomwegen waar sneller gereden mag worden (in Nederland vaak 70 km/u) en aangepaste (lagere) snelheden in woonwijken (in Nederland 30 km/u, in andere landen vaak 20 of 25 km/u). In erven mag in België 20 km/u gereden worden. In Nederland mocht lange tijd slechts stapvoets gereden worden. Volgens een arrest van de Hoge Raad betekende dit een maximumsnelheid van 15 km/u. In 2013 werd de term 'stapvoets' uit het verkeersreglement verwijderd. Sindsdien staat daar een maximumsnelheid in erven van 15 km/u.

## Buiten Europa

Maximumsnelheiden per land wereldwijd. Ronde borden geven kilometers per uur (km/h) aan en rechthoekige borden geven mijlen per uur (mph) aan.

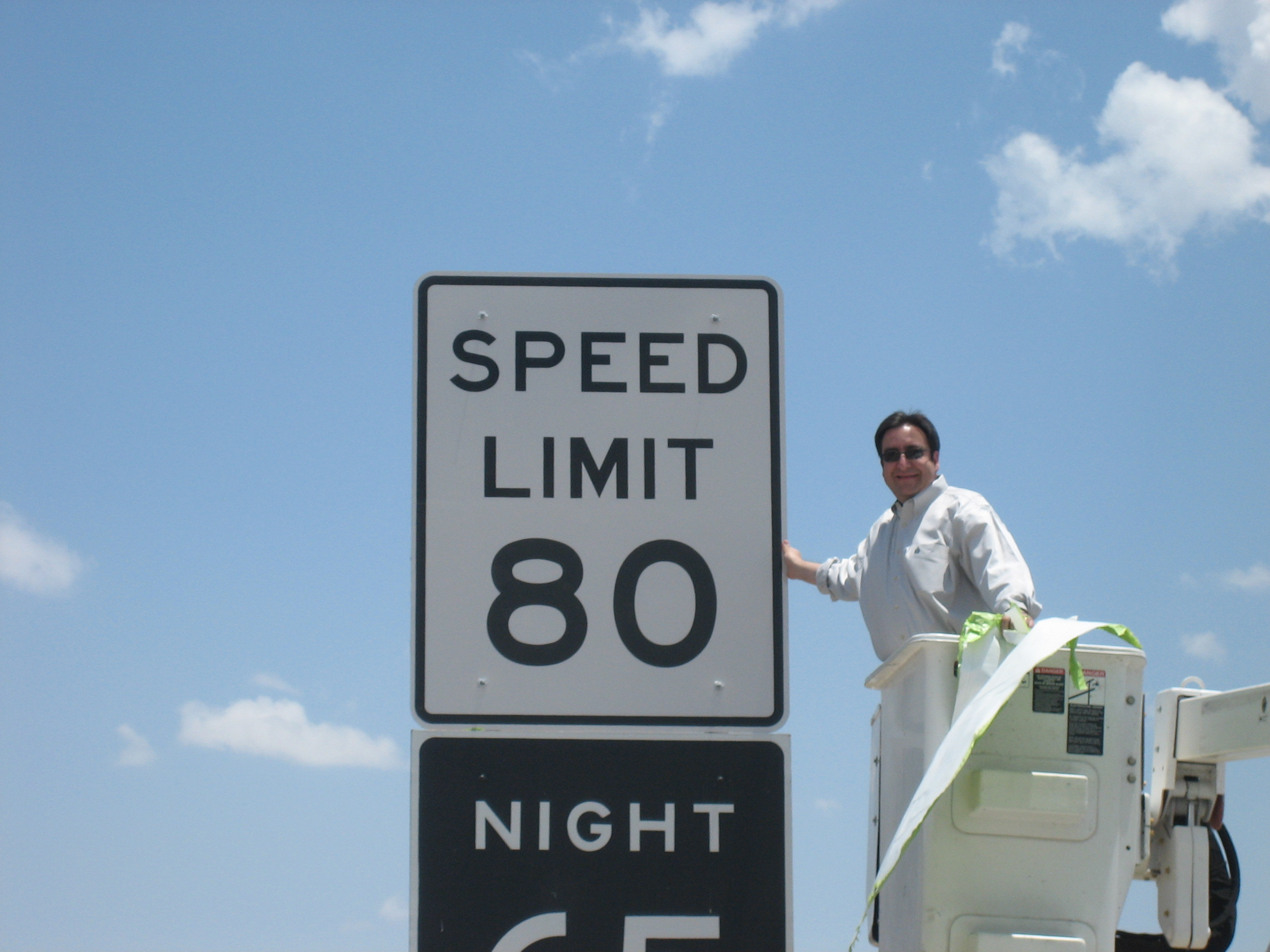
Verkeersbord dat in de Verenigde Staten een maximumsnelheid aangeeft.

| Land                               |                     |                     |              |               |
| Land                               | Binnen bebouwde kom | Buiten bebouwde kom | Expresweg    | Autosnelweg   |
| ---------------------------------- | ------------------- | ------------------- | ------------ | ------------- |
| Aruba                              | 50                  | 80                  |              |               |
| Argentinië                         | 60                  | 110                 |              | 130           |
| Australië                          | 50                  | 100                 |              | 100           |
| Australië (Noordelijk Territorium) | 60                  | 110                 |              |               |
| Bolivia                            | 40                  | 80                  |              | 80            |
| Brunei                             | 50                  | 80                  |              | 100           |
| Cambodja                           | 60                  | 90                  |              | 120           |
| Canada                             | 50                  | 80 / 90 / 100       |              | 100 / 110     |
| Chili                              | 60                  | 100                 |              | 120           |
| China                              | 40                  | 80                  | 100          | 120           |
| Christmaseiland                    | 40                  | 90                  |              |               |
| Colombia                           | 80                  | 120                 |              | 120           |
| Costa Rica                         | 50                  | 60                  |              | 100           |
| Cuba                               | 50                  | 90                  |              | 100-120       |
| Curaçao                            | 40                  | 80                  |              |               |
| Dominicaanse Republiek             | 60                  | 80                  |              | 100           |
| Ecuador                            | 50                  | 90                  |              | 100           |
| El Salvador                        | 40                  | 90                  |              | 90            |
| Groenland                          | 50                  | 80                  |              |               |
| Guatemala                          | 60                  | 90                  |              | 100           |
| India                              | 40                  | 40                  |              | 60            |
| Israël                             | 50                  | 90                  |              | 90            |
| Libië                              | 50                  | geen                |              | geen          |
| Marokko                            | 40                  | 100                 |              | 120           |
| Mexico                             | 20 / 70             | 80 / 100            |              | 110           |
| Nepal                              | 40                  | 80                  |              |               |
| Nicaragua                          | 45                  | 60                  |              | 100           |
| Nieuw-Zeeland                      | 50                  | 70 / 80             | 100          | 100           |
| Norfolk                            | 30 / 40             | 50                  |              |               |
| Pakistan                           | 50                  | 80 / 100            | 120          | 120           |
| Panama                             | 40 / 60             | 80 / 100            |              | 120           |
| Paraguay                           | 40 / 60             | 80 / 110            |              | 80 / 110      |
| Peru                               | 40 / 60             | 80                  |              | 70 / 100      |
| Suriname                           | 40 / 50             | 80                  | 80           | 80            |
| Uruguay                            | 45                  | 90 / 110            |              |               |
| Venezuela                          | 40                  | 70                  |              | 90            |
| Verenigde Staten                   | 48 (30 mph)         | vanaf ca. 70        | vanaf ca. 90 | vanaf ca. 105 |